# Boksjön, Dalsland
Boksjön (på norska Søndre Boksjø) är en sjö i Dals-Eds kommun i Dalsland och i Haldens och Aremarks kommuner  i Østfold fylke i Norge. Sjön ingår i Enningdalsälvens huvudavrinningsområde. Den har en yta på 8,13 kvadratkilometer inkl Norge och befinner sig 166 meter över havet. Sjöns utlopp är riksgräns och rinner till Norra Kornsjön.